# AltspaceVR
AltspaceVRは、2013年に設立され、2015年5月に最初の製品を発売したソーシャルVRプラットフォーム。2017年にマイクロソフトに買収され、現在はクラウドおよびAIグループ内Mixed Reality部門（HoloLensやHoloLens 2などの注目すべき製品）の一部となっている。プラットフォームの一部の要素がマイクロソフト・メッシュに表示される。
プラットフォームは主に、他のユーザーがアクセスできる「ワールド」と呼ばれるユーザー生成スペースで構成されている。ライブバーチャルイベントは頻繁に開催され、宣伝される。これらのイベントに加えて、AltspaceVRは、個人が集まり、話し、コラボレーションし、小グループから大グループで共同で参加できるソーシャルプラットフォーム。現在、AltspaceVRは、個人の大規模なグループが1つのスペースに共存できるソーシャルVRプラットフォームの一つ。プラットフォームはまた、数千人へのオーディエンススケーリングを可能にするFrontRowと呼ばれるテクノロジーを導入した。
このプラットフォームには、VR教会やLGBTQI +のミートアップ、大企業の会議やマジックショーまで、さまざまなイベントで開催される可能性がある。

## ワールド
AltspaceVRは、「ワールド」と呼ばれる個別のスペースで構成されており、フローティングメニューまたはインワールドの「テレポーター」を介して検索およびアクセスできる。「キャンプファイヤー」などの一部の大規模な世界は、ユーザーが出会い、交流する場所として、公式の開発者によって構築および維持されている。
ユーザーは、いくつかの「キット」のいずれかから取得したオブジェクトを3次元空間に配置することにより、独自の「世界」を構築することを勧めている。ワールドビルディングはアプリ内でこの方法で行うことができ、追加機能はAltspaceWebサイトからアクティブ化できる。上級ユーザーは、サードパーティのソフトウェアを使用して独自のキットとワールドを作成できる。
Altspaceの内部メニューには、「注目の」ユーザー定義の世界のリストと、現在各世界を訪れているユーザーの数で整理された最も「人気のある」世界のリアルタイムリストが含まれている。他のメニューには、公式またはユーザー生成の世界で行われる現在および計画中の「イベント」が一覧表示される。

## サポートされているハードウェア
AltspaceVRは、次のような多くのVRヘッドセットで利用できる。
- HTC Vive
- Oculus Rift / Rift-S
- Oculus Quest / Quest 2
- Windows MixedRealityデバイス。

このプラットフォームは、AppleおよびWindowsPC用の2Dアプリケーションとしても利用でき、VRヘッドセットを持っていない人は、これを使用してイベントに参加したり、他のユーザーと話すことができ、オブジェクトとのやり取りは少なくなる。